# Rousettus linduensis
Rousettus linduensis es una especie de murciélago de la familia de los megaquirópteros. Es endémico de Indonesia. Su hábitat natural son los bosques de humedal, donde vive a una altitud de aproximadamente 1.000 m s. n. m. No se sabe si hay amenazas significativas para la supervivencia de esta especie. 